# بلک دایموند، آلبرتا
بلک دایموند، آلبرتا (به انگلیسی: Black Diamond, Alberta) یک منطقهٔ مسکونی در کانادا است که در آلبرتا واقع شده‌است. بلک دایموند ۲٬۷۰۰ نفر جمعیت دارد و ۱٬۱۵۹ متر بالاتر از سطح دریا واقع شده‌است.